# Grubbdalens naturreservat
Grubbdalen är ett naturreservat i Offerdal socken och Hotagens socken i norra Krokoms kommun, Jämtland. Naturreservatet omfattar 2059 hektar, varav 50 hektar vatten och bildades år 2003. Söder om Grubbdalen ligger Oldflån-Ansättens naturreservat. Grubbdalen nås via Föllinge, Hotagen, Rötviken och Höberg.

## Naturreservatet
Grubbdalens naturreservat är en del av en dalgång mellan Offerdalsfjällen i söder och norska fjäll i nordväst. Inom reservatet finns fjället Juthatten. Upp till 600-700 höjdmeter täcks sluttningarna av 100-200 år gammal granskog. Ovanför trädgränsen dominerar fjällbjörk. Granskogen har delvis rikliga inslag av lövträd, bland annat gamla sälgar. Genom dalen flyter Grubbdalsån omgiven av stora skoglösa myrar. Inom naturreservatet finns dessutom två större tjärnar. Naturreservatets mest artrika delar är belägna längs Juthattens sluttningar ner mot de gamla gårdsruinerna. Här finns bland annat fjällviol, kambräken, smörblomma, hässlebrodd och norna. Närmast ruinerna finns brudsporre, grönyxne och en del mer vanligt förekommande ängsblommor.
Grubbdalen präglas av den samiska kulturen. Det finns dels lämningar från tidigare fångstkulturer, dels moderna renskötselanläggningar. Området används för renbete av Jovnevaerie sameby.

## Grubbdalens historia
Grubbdalen befolkades av nybyggare på 1800-talet. Nybyggarna levde på jakt, fiske och jordbruk. Kring sekelskiftet 1900 var åtta familjer bosatta i Grubbdalen.